# Црква Светог Ловре у Петрињи
Црква Светог Ловре у Петрињи изграђена у касно-барокном односно класицистичком стилу је реплика првобитне цркве, која је порушена у рату на простору бивше Југославије 23. фебруара 1992. године.

## Положај
Црква се налази у строгом центру Петриње у градском парку на Штросмајеровом шеталишту, у Покупљу, 13 километарa југоисточно од Сиска, на ушћу Петрињчице у Купу, на 106 m апсолутне надморске висине.

## Историја
Прва црква у Петрињи изграђена је 1603. године, а првобитна (стара) црква Светог Ловре у Петрињи у каснобарокном, односно неокласицистичком стилу 1780. године. Више од пола века црква није имала сталне свештенике, а жупа је постојала повремено. Жупа Светог Ловре стално делује тек од 1677. године у саставу Војне крајине, и била је под великим утицајем крајишких војних власти.
Црква је порушена је до темеља 23. фебруара 1992. године, у рату вођеном на простору бивше Југославије у последњој деценији 20. века. Починилац минирања цркве за сада није откривен.
Након минирања и рушења цркве до темеља терен је очишћен и на њеном месту је засејана трава и осмишљен парк.
После војне операције „Олуја” и ослобађања Петриње на темељима старе цркве 2004. године саграђена је нова која је до детаља архитектонски обликована по пројектима старе цркве, у већ постојећем градском парку.
Звоно, које је звонило на мисном слављу које је у Марији Бистрици предводио Свети Отац, кад је прогласио блаженим кардинала Алојзија Степинца, 16. октобра 1998. довезено је у обновљену жупну цркву Светог Ловре у Петрињи. Звоно тешко 325 килограма и широко 830 mm, које је израдила загребачка приватна фирма „Метал-Продукт”, је Петрињској цркви даровала породицу Стјепана Шафрана из Загреба. Звоно је привремено стајало на врху бистричке Калварије, испред 12. постаје Крижног пута, и на том месту се последњи пут огласило 16. октобра тачно у 12 сати. Након тога звоно је преузео петрињски жупник Ивица Шестак и постављио је на звоник обновљене жупне цркве.
Црква је 2015. године добила оргуље, које су у Петрињу донете, након четири и по године обнове, из цркве Светог. Марка на загребачком Горњем граду, где су свирале од 1936. године. Оргуље имају тридесет регистара, а израдила их је Оргуљашка радионица Хеферер, према концепту оргуљаша Фрање и Чедомила Дугана, као инструмент за праћење зборског певања. Оргуље имају јединствену историјску и Музиколошки вредност.

## Статус
Стара црква Светог Ловре у Петрињи, изграђена 1780. године, пре рушења до темеља 1992. године била је споменик 0. категорије уписан у Регистар споменика културе Хрватске.